# Ґрантвілльський вісник ІІ
Ґрантвілльський вісник ІІ (англ. Grantville Gazette II) — третя спільна антологія, опублікована друком у спільному всесвіті «1632» у тому, що найкраще розглядається як канонічна підсерія популярної альтернативної історії, яка почалася з публікації роману «1632» у твердій обкладинці у лютому 2000 року автора історик Ерік Флінт. Baen Books і Flint відмовляються від цієї відмінності, вважаючи цю книгу шостою опублікованою роботою. Загалом це також третя антологія в друкованому виданні в нетиповій серії, яка складається з суміші основних романів і антологій, випущених за широким попитом після публікації початкового роману, який був написаний як окремий твір.

## Синопсис сюжетів

### «Кроки в танці»
Ерік Флінт
Енн Джефферсон і Гаррі Леффертс позують Рембрандту на тлі складної політичної ситуації.

### «Побічний збиток»
Майк Спехар
Інструктор з пілотування Ганс Ріхтер досі не може прийти до тями після втрати. Він зголошується виконати спеціальну місію в Парижі, націлену на нічого не підозрюючого кардинала Рішельє.

### «Евтерпа, епізод 1»
Енріко М. Торо
Кардинал Мазаріні (Мазаріні) наказує композитору Джакомо Каріссімі відвідати Ґрантвіль, і він, нарешті, отримує відповідні кошти.

### «Чоловіки компанії»
Крістофер Джеймс Вебер
Посол могутньої імперії Великих Моголів північної Індії перебуває в полоні в Австрії, але у Ґрантвіля не вистачає військ, щоб врятувати його. Натомість Майк Стернз наймає загін найманців, яким керують англієць та ірландець.

### «Просто один із тих днів»
Леонард Голлар
Низка невдач заважає фінському кавалеристу діяти проти хорватів, які атакують середню школу Ґрантвіля, в той час як вправний німець має унікальну можливість відстрілюватися від нападників.

### «Дари Божі»
Горг Гафф
Непрацюючий німецький лютеранський пастор Штефан Шультхайс у Баденбурзі насторожено ставиться до жителів Ґрантвіля незабаром після його появи через їхні сучасні погляди на релігію; у якому він застерігає свою паству від Ґрантвіля, щоб утримати їхній сучасний прогресуючий вплив від розбещення його зборів. Однак релігійні застереження Шультхайса не були почуті через політику та економіку, які зробили Ґрантвіль привабливим для Баденбурга. Шультхайс продовжував засуджувати дії Ґрантвіля, поки його крики не розлютили його дружину, яка позитивно ставиться до Ґрантвіля. Зрештою, під керівництвом своєї дружини, Шультхайс змінив свою позицію щодо Ґрантвіля і став більш терпимим до ідеалів американців, включаючи свободу релігії.

### «Донні годувальники»
Джон Зік
Історія — це поліцейська процедура, яка розкриває справу про вбивство двох поліцейських Юргена Нойберта, фермера, який був простоєм і колишнього солдата-найманця, який став поліцейським, і Марвіна Тіптона, поліцейського з багаторічною службою.

### «Невидима війна»
Даніта Юінг
«Невидима війна» — короткий роман, який був першим серіалізованим твором довшої художньої літератури, що охоплював цей та наступнний вісник в їхніх електронних версіях, хоча весь (110 сторінок) був опублікований у твердій обкладинці «Грантвілльський вісник ІІ». Дія повісті розгортається переважно 1633 року, після того, як Ґрантвілль встиг обжитися і вийти за рамки нагальних проблем виживання. У ній йдеться про громадське здоров'я, інтеграцію та поширення медичних знань наприкінці існування Конфедеративних князівств Європи та на початку періоду Сполучених Штатів Європи, оскільки різні адміністрації на чолі з Майком Стернсом неодноразово нагадували докторам Джеймсу Ніколсу та Мелісі Мейлі, наскільки вразливим є і було населення до хвороб у сімнадцятому столітті — тож сучасники були стратегічно обізнані і від самого початку вживали заходів у межах своїх можливостей і ресурсів, щоб пом'якшити будь-які проблеми зі здоров'ям, яким можна було б запобігти, починаючи з роману «1632» . Щоб додати імпульсу та актуальності досвіду Ґрантвіля, деякі історичні дослідження, проведені у двох бібліотеках, показують, що спалахи чуми відбувалися локально в різних регіонах ОТЛ протягом 1632, 1634 та 1635 рр. У 1632, 1634 та 1635 рр. було зафіксовано спалах епідемії, яка мала масштаб епідемії. Гірше того, історичні записи можуть також вказувати на інші спалахи, які були погано задокументовані.
Це історія про те, як медичний персонал Ґрантвіля безпосередньо зустрічається з практикою простою в університеті, упередженнями та навчальними планами коледжу, які значною мірою базуються на класичних і теологічних дослідженнях. У 1631—1632 роках місто засновує лікарню Lahey Clinic поруч із середньою школою Ґрантвіля та започатковує місцеву програму підготовки медсестер, а влітку 1633 року звертається до факультету Єнського університету, але єдиним вільним медичним персоналом, який міг би очолити медичний коледж, є… жінки!

## Фактичні нариси

### «Швидкий і брудний трактат про історичне фехтування»
Енріко М. Торо

### «То ви хочете займатися телекомунікаціями 1633 року?»
Рік Боатрайт

### «Mente et Malleo: практична мінералогія та дослідження корисних копалин у 1632 році»
Лаура Ранкл

### «Таємна книга Зінка»
Ендрю Кларк

## Літературне значення та відгуки
Рецензент Rosboch Book Reviews назвав книгу «змішаною сумкою»: «деякі історії милі, деякі більш серйозні». Інший рецензент у Goodreads назвав книгу «Веселим і швидким читанням, хоча науково-популярні статті можуть бути досить сухими».
«Ґрантвілльський вісник ІІ» був включений до списку бестселерів Locus Hardcovers за один місяць у 2006 році під номером 10.

## Історія видання
Надруковано в США
- Eric Flint, ред. (October 2003). Grantville Gazette II (e-book) (вид. E-book). Baen Books.

- Eric Flint, ред. (March 2006). Grantville Gazette II (вид. hardcover (Simon & Schuster)). Baen Books. ISBN 978-1-4165-2051-1.
- Eric Flint, ред. (October 2007). Grantville Gazette II (вид. 1st ed. paperback, mass market). Baen Books. ISBN 978-1-4165-5510-0.